# 마노촌 (시가현)
마노촌(真野村)은 시가현 시가군에 설치되었던 촌이다.